# Sant Pau-Dos de Maig (metropolitana di Barcellona)
La stazione di  Sant Pau | Dos de Maig precedentemente chiamata Hospital de Sant Pau, è una stazione della linea 5 della metropolitana di Barcellona situata sotto la calle Indústria nel distretto dell'Eixample di Barcellona.
La stazione fu inaugurata nel 1970 come parte dell'allora Linea V con il nome di Dos de Mayo. Nel 1982 con la riorganizzazione delle linee la stazione passò alla nuova L5 e cambiò il nome nell'attuale forma catalana.